# Schleicher ASK 16
Die Schleicher ASK 16 ist ein doppelsitziger Motorsegler in Gemischtbauweise, bei dem die beiden Sitze nebeneinander angeordnet sind (side-by-side).

## Geschichte
Die ASK 16 wurde von Rudolf Kaiser als Konkurrenz zum erfolgreichen Scheibe-Falken entwickelt und von 1970 bis 1977 44-mal bei Alexander Schleicher gebaut.

## Konstruktion

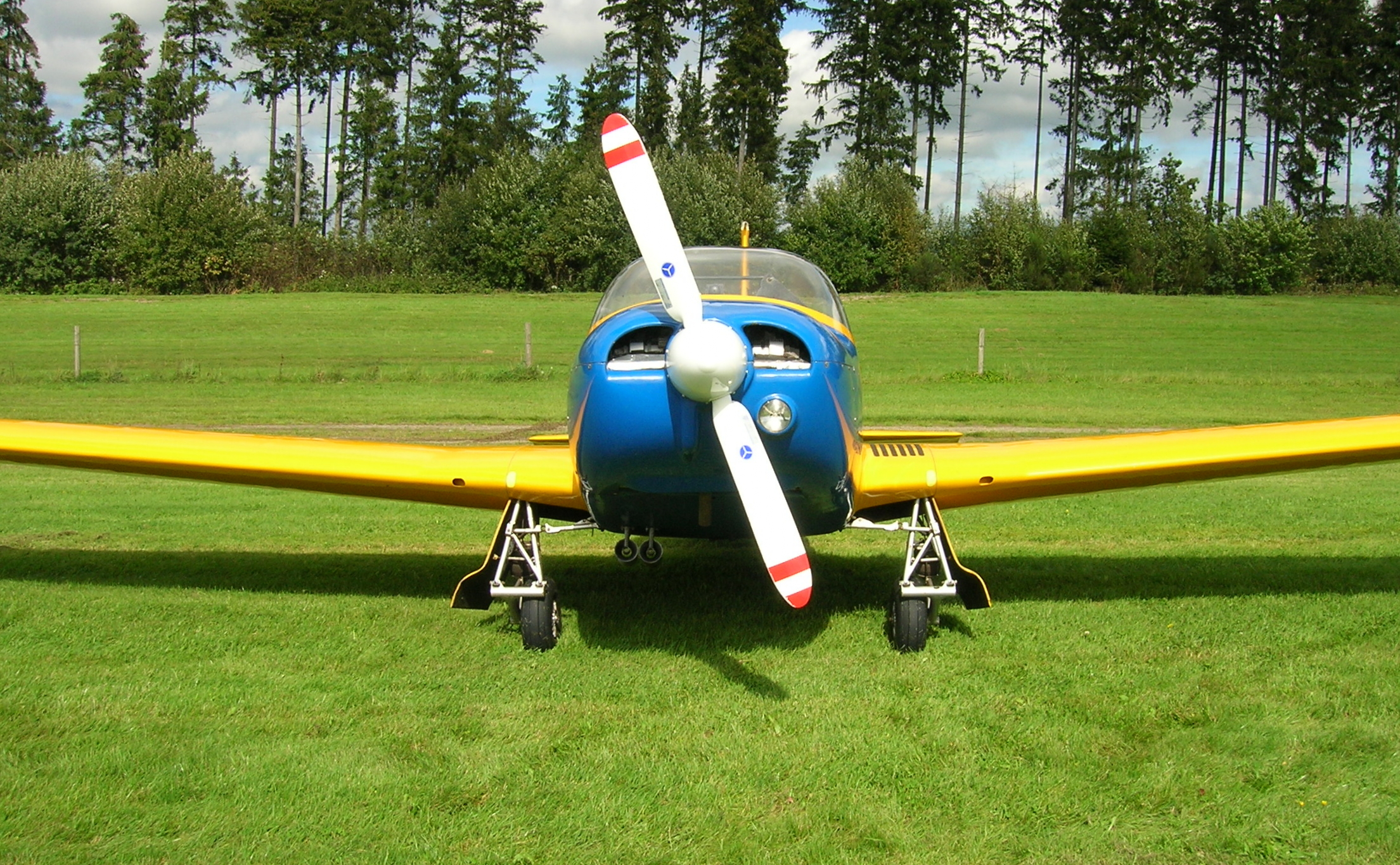
Vorderansicht ASK 16

Bei der ASK 16 handelt es sich um einen Reisemotorsegler mit manuell einziehbarem Hauptfahrwerk, starrem Spornrad und optionalem Verstellpropeller. Das Flugzeug weist für eine Gemischtbauweise ungewöhnlich hohe aerodynamische Güte auf; dies wird durch eine Sperrholzbeplankung des Rumpfrückens sowie einer GFK-Verkleidung des Rumpfvorderteils erreicht, bei dem es sich eigentlich um eine stoffbespannte Stahlrohrkonstruktion handelt. Die Tragflächen und das Leitwerk sind in Holzbauweise gefertigt. Der Einstieg erfolgt über einen begehbaren Streifen auf der linken Tragfläche durch eine nach rechts öffnende Plexiglashaube. Als Motor wurde ein Limbach SL 1700 EBI mit 67 PS Leistung gewählt, mindestens eine Umrüstung auf den stärkeren L 2000 mit 80 PS ist dokumentiert. Der Tank hat eine Kapazität von 40 Litern, beim umgerüsteten Exemplar sind es 65 l.

## Technische Daten
| Kenngröße              | Daten                               |
| ---------------------- | ----------------------------------- |
| Spannweite             | 16 m                                |
| Flügelfläche           | 19 m²                               |
| Flügelstreckung        | 13,2                                |
| Rumpflänge             | 7,32 m                              |
| Höhe                   | 2,08 m                              |
| Flügelprofil           | NACA63-618 / NACA63-618 / Joukowsky |
| Rüstmasse              | 460 kg                              |
| max. Startmasse        | 750 kg                              |
| Flächenbelastung (min) | 28 kg/m²                            |
| Flächenbelastung (max) | 36,84 kg/m²                         |
| Höchstgeschwindigkeit  | 200 km/h                            |
| Mindestgeschwindigkeit | 64 km/h                             |
| Reisegeschwindigkeit   | 170 km/h                            |
| Geringstes Sinken      | 1,0 m/s bei 74 km/h                 |
| Gleitzahl              | 25 bei 94 km/h                      |